# Ruf vor dem Evangelium
Der Ruf vor dem Evangelium, auch „Akklamation vor der Verkündigung des Evangeliums“, ist ein selbstständiges Element des Wortgottesdienstes in der heiligen Messe im Ritus der römisch-katholischen Kirche. Er ist dreiteilig aufgebaut: Ein kurzer, meist dem Tagesevangelium oder auch dem Graduale entnommener Vers wird  in der Regel von einem Halleluja-Ruf („Responsum“) umrahmt. In der Fastenzeit (einschließlich der Karwoche) sowie vielfach auch bei Messfeiern für Verstorbene (Totenmessen) steht an Stelle des Halleluja ein anderer Ruf in Form einer lobpreisenden Christusanrufung oder ein  zweiter Psalm, der Tractus.
Wird vor dem Evangelium nur eine Lesung vorgetragen, kann als Antwort ein Psalm genommen werden, der das Halleluja enthält, oder aber der Antwortpsalm und das Halleluja mit seinem Vers. In der Fastenzeit oder an Tagen, an denen das Halleluja nicht gesungen wird, kann der Psalm und der Ruf vor dem Evangelium oder nur der Psalm genommen werden.
Zum Ruf vor dem Evangelium und zur Verkündung des Evangeliums stehen die Gläubigen. Der Ruf vor dem Evangelium wird vom Kantor oder auch vom Lektor am Ambo im Wechsel mit der ganzen Gemeinde gesungen. Wo er in Ausnahmefällen nicht gesungen werden kann, kann der Ruf vor dem Evangelium entfallen.